# 戈蒂布德鲁克
戈蒂布德鲁克（Ghoti Budruk），是印度马哈拉施特拉邦纳西克县的一个城镇。总人口20204（2001年）。

## 人口
该地2001年总人口20204人，其中男性10414人，女性9790人；0—6岁人口3200人，其中男1674人，女1526人；识字率69.85%，其中男性为77.32%，女性为61.91%。